# كوماندو نوفتني
كوماندو نوفتني مجموعة قتالية للوفتفافه تضم طائرات مقاتلة التي تم تشكيلها خلال الأشهر الأخيرة من الحرب العالمية الثانية لاختبار تكتيكات المقاتلات النفاثة مسرشميت مي 262، وتم إنشاؤه وإدارته أولاً من قبل والتر نوفتني، الذي استمد اسمه منه.

## التاريخ
بعد إلغاء وحدة اختبار ايبوبونز كوماندو 262 السابقة (التي كانت موجودة سابقًا في قاعدة ليشفيلد الجوية في بافاريا) في 26 سبتمبر 1944، تم تشكيل كوماندو نوفتني في وقت لاحق من نفس اليوم في Achmer وبرامشه.
في 3 أكتوبر وصل إلى حالة تشغيلية  مع تكملة حوالي 40 مي 262A-1a اعتراضية للطائرات النفاثة. [بحاجة لمصدر] على مدار الشهر ونصف الشهر التالي، عملت الوحدة ضد الطائرات الحليفة، بينما كانت تحاول في الوقت نفسه وضع تكتيكات مناسبة لوحدة المقاتلات النفاثة. كما تعين عليها التعامل مع العديد من المشاكل التقنية التي عانت منها طائرات مي 262.

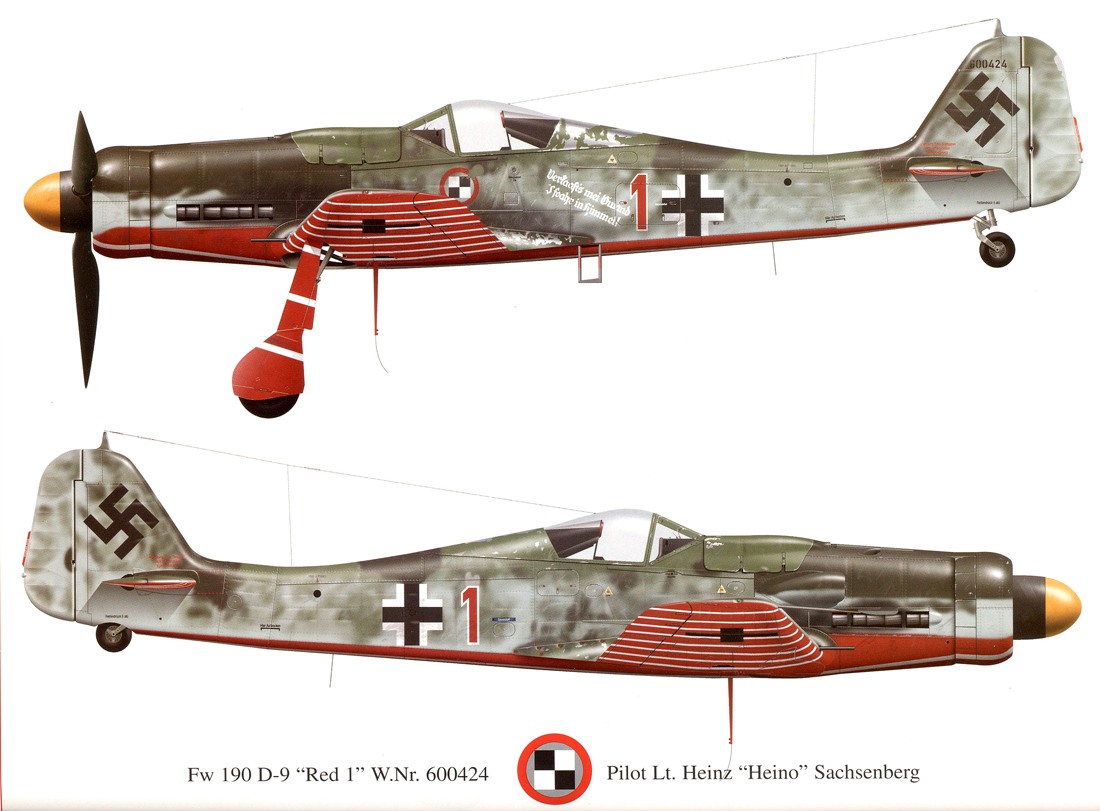
سرب الحماية فوك-وولف 190دي، ياغ فيبيند 44

كانت الوحدة هي أول من أدرك أن سرب حماية مخصص للمقاتلات التي تملك محرك-مكبس (بستون) واحد مثل مسرشميت بي اف 109 وفوك وولف فو 190 كانت ضرورية لهذه الطائرات، حيث لم يكن بمقدور طائرة مي 262 المناورة أو التسريع بشكل جيد بسرعات منخفضة وهكذا كانت كبطة جالسة (صيد سهل) لأي مقاتلة قريبة للحلفاء أثناء الإقلاع والهبوط.
بسبب الطبيعة التجريبية للوحدة، والصعوبات التقنية في تشغيل المقاتلات النفاثة، كان للوحدة سجل ليس بالمميز. أعدت الوحدة إسقاط ما مجموعه 22 طائرة معادية مقابل خسارة 26 طائرة مي 262s. بعد وقت قصير من وفاة والتر نوفوتني في 8 نوفمبر، أعيد تشكيل الوحدة لتكون III. / ياغ كوشفادا 7 (JG 7) في 19 نوفمبر، وبالتالي توقفت عن الوجود كوحدة مستقلة.